# Darevskia daghestanica
Darevskia daghestanica е вид влечуго от семейство Същински гущери (Lacertidae). Видът не е застрашен от изчезване.

## Разпространение и местообитание
Разпространен е в Азербайджан и Русия.
Обитава гористи местности, места със суха почва, планини, възвишения, склонове, долини и степи.

## Описание
Популацията на вида е стабилна.